# Modus ponens
Modus ponens (укр. метод, що підтверджує) — коректна, проста форма аргументації (інколи використовується скорочення MP):
Якщо P, то Q.
P.
Звідси Q.
або у логіко-операторному записі:
{\displaystyle p\rightarrow q},
{\displaystyle p},
{\displaystyle \vdash q},
де {\displaystyle \vdash } означає логічний висновок. Аргумент має два вихідних твердження. Перше це умова «якщо—то» або «умовне» твердження, а саме що із P випливає Q. Друге твердження це те що P, умовна частина першого твердження, є істиною. З цих двох умов логічно випливає, що Q, висновок першого твердження, мусить бути істиною також. 
Приклад твердження у формі modus ponens:
Якщо демократія є найкращою системою урядування, то кожен повинен голосувати.
Демократія є найкращою системою урядування.
Отже, кожен повинен голосувати.
Той факт, що висновок є коректним, не гарантує істинності вихідних тверджень. Коректність modus ponens каже тільки те, що висновок є істинним тоді і тільки тоді, коли всі вихідні твердження є істинними. Слід нагадати, що коректний логічний висновок, у якому одне або більше вихідних тверджень не є істинними, називають необґрунтованим, інакше, якщо всі твердження є істинними, такий аргумент називають обґрунтованим. У більшості логічних систем modus ponens вважається коректним, хоча кожен окремий випадок застосування може бути або обґрунтованим, або ні. 
Висновок логіки висловлювань із використанням modus ponens є дедуктивним. Цікавий діалог щодо проблематики modus ponens навів Льюїс Керрол: «Що Черепаха сказала Ахіллові».